# Miroslav Rozprým
Miroslav Rozprým (28. února 1920 Újezd u Brna – 10. prosince 1942 Středozemní moře) byl český palubní střelec a paradispečer Royal Air Force v období druhé světové války.

## Život

### Před druhou světovou válkou
Miroslav Rozprým se narodil 28. února 1920 v Újezdu u Brna. V rodné obci absolvoval obecnou školu, poté se s rodiči přestěhoval do Brna, kde vystudoval čtyři třídy nižší reálky a čtyři třídy obchodní akademie, kde i odmaturoval. 

### Druhá světová válka
Po německé okupaci opustil Miroslav Rozprým společně s dalšími ilegálně Protektorát Čechy a Morava. V den svého maturitního večírku 17. června 1939 odcestoval v rámci osmičlenné skupiny do Ostravy, kde za pomoci převaděče přešli do Polska. Dne 19. června se přihlásil na československém konzulátu v Krakově. Z Polska pokračoval do Francie, kde vstoupil do cizinecké legie. Sloužil v severoafrickém El Arichu. Po vypuknutí druhé světové války byl ze závazku propuštěn a 26. září 1939 v Agde zařazen do Československé armády v zahraničí, kde absolvoval poddůstojnickou školu. Zúčastnil se bitvy o Francii. Po jejím pádu v červnu 1940 se evakuoval do Spojeného království. Studoval na škole pro důstojníky a následně mezi srpnem a zářím 1941 ve Skotsku v kurzu pro zvláštní úkoly. Dne 23. listopadu 1941 byl zařazen ke 138. peruti, jejímž úkolem bylo zajišťování spojení s odbojem v zemích okupovaných nacistickým Německem, a kde sloužil jako palubní střelec a paradispečer. Dne 10. prosince 1942 byl členem posádky, která odstartovala ve stroji Handley Page Halifax B Mk.II/1a W1002 NF-Y z Káhiry. Na palubě stroje bylo dalších šest československých letců a osm cestujících. Na Maltu, kde měli provést mezipřistání, nedoletěli. Příčiny zmizení stroje nebyly nikdy objasněny a moře těla posádky nevyplavilo. Dosáhl hodnosti podporučíka.

## Ocenění

### Vyznamenání
- 1941 Československá medaile Za chrabrost před nepřítelem

### Posmrtná ocenění
- Miroslavu Rozprýmovi byl in memoriam udělen Československý válečný kříž 1939
- Miroslav Rozprým byl v roce 1991 in memoriam povýšen do hodnosti podplukovníka
- V rodném Újezdu u Brna byla po Miroslavu Rozprýmovi pojmenována jedna z ulic
- V roce 1945 byla Miroslavu Rozprýmovi v Újezdu u Brna na domě, kde bydlel, odhalena pamětní deska. Ta byla následně přenesena na rodinný hrob na Ústředním hřbitově v Brně a na stejném místě odhalena deska nová se stejným textem[1]